# Igreja da Ordem Terceira do Carmo (Tavira)

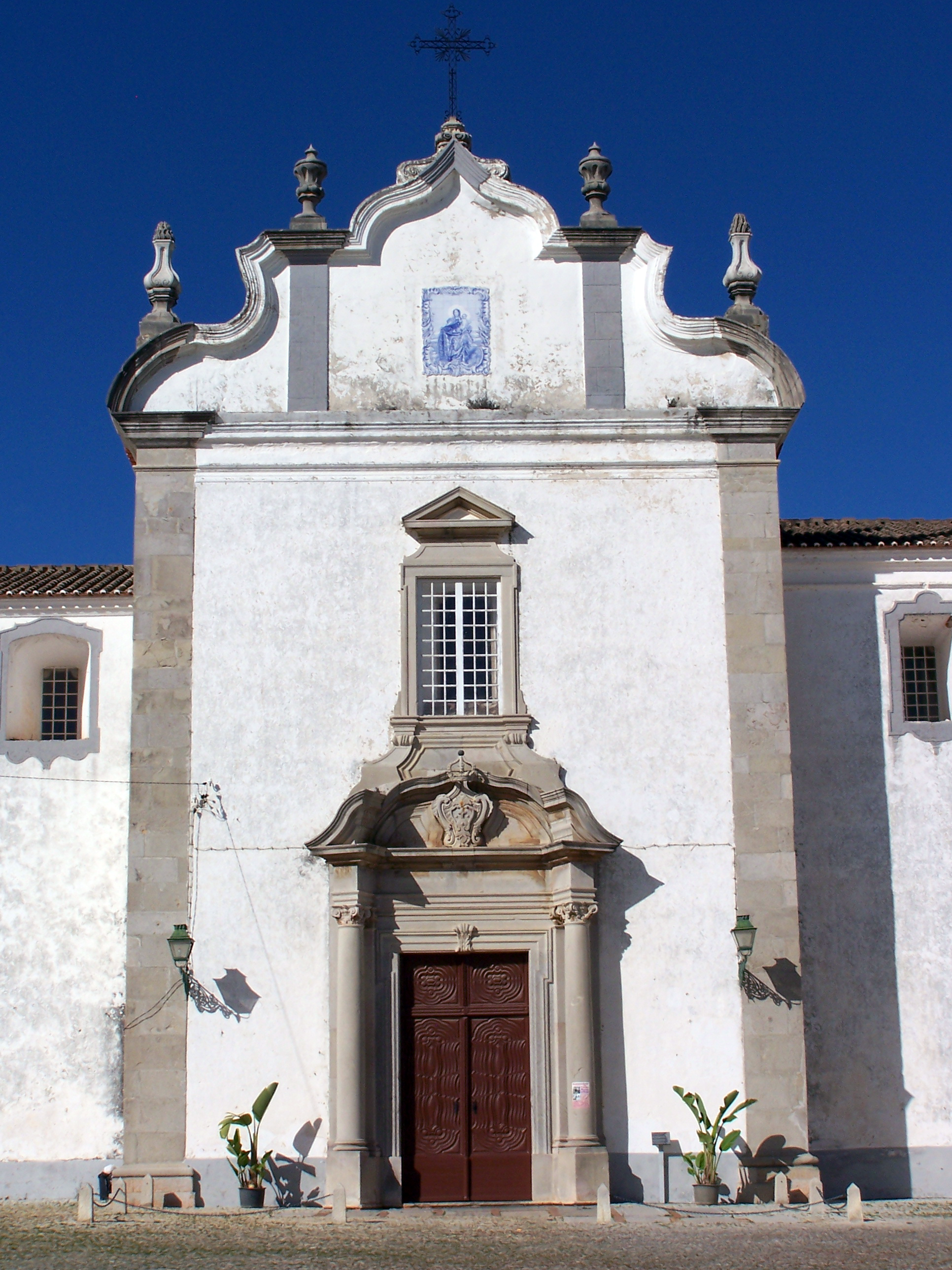
Pormenor da porta principal da Igreja da Ordem Terceira do Carmo.

A Igreja da Ordem Terceira do Carmo de Tavira, fica situada junto do Convento do Carmo, na freguesia de Santa Maria.

## História
O início da construção da Igreja data de 1744, tendo sido mandada edificar pelos membros da Ordem Terceira do Carmo. A sua fachada, porém, só foi acabada de construir em 1792. Com um pórtico do estilo barroco, a planta deste templo é em cruz latina. Na arquitectura do seu interior predomina o estilo rococó.
Ao longo da sua única nave distribuem-se seis capelas laterais: a primeira, do lado do Evangelho, é dedicada ao Profeta Elias - fundador da Ordem do Carmo; à sua fente fica o retábulo da capela dedicada a Santa Teresa de Ávila; seguem-se-lhes, fronteiros um ao outro os retábulos gémeos de Santo Alberto e de Santa Efigénia, respectivamente do lado do Evangelho e do lado da Epístola. Por fim e junto à porta, situam-se os retábulos de Santo António e de Nossa Senhora da Conceição. Os dois retábulos colaterais ao arco triunfal são da invocação do Senhor dos Passos e de Nossa Senhora das Angústias. Na Capela-Mor, destaca-se o conjunto retabular principal, bem como a pintura do forro da abóbada com arquitectura fingida e a tela central com a representação de Nossa Senhora do Carmo, a entregar o escapulário a São Simão Stock. A autoria das pinturas existentes devem-se a José Ferreira da Rocha e a Joaquim José Rasquinho.
O bispo de Faro, Dom Inácio de Santa Teresa, encontra-se aqui sepultado.

## Galeria

Galeria
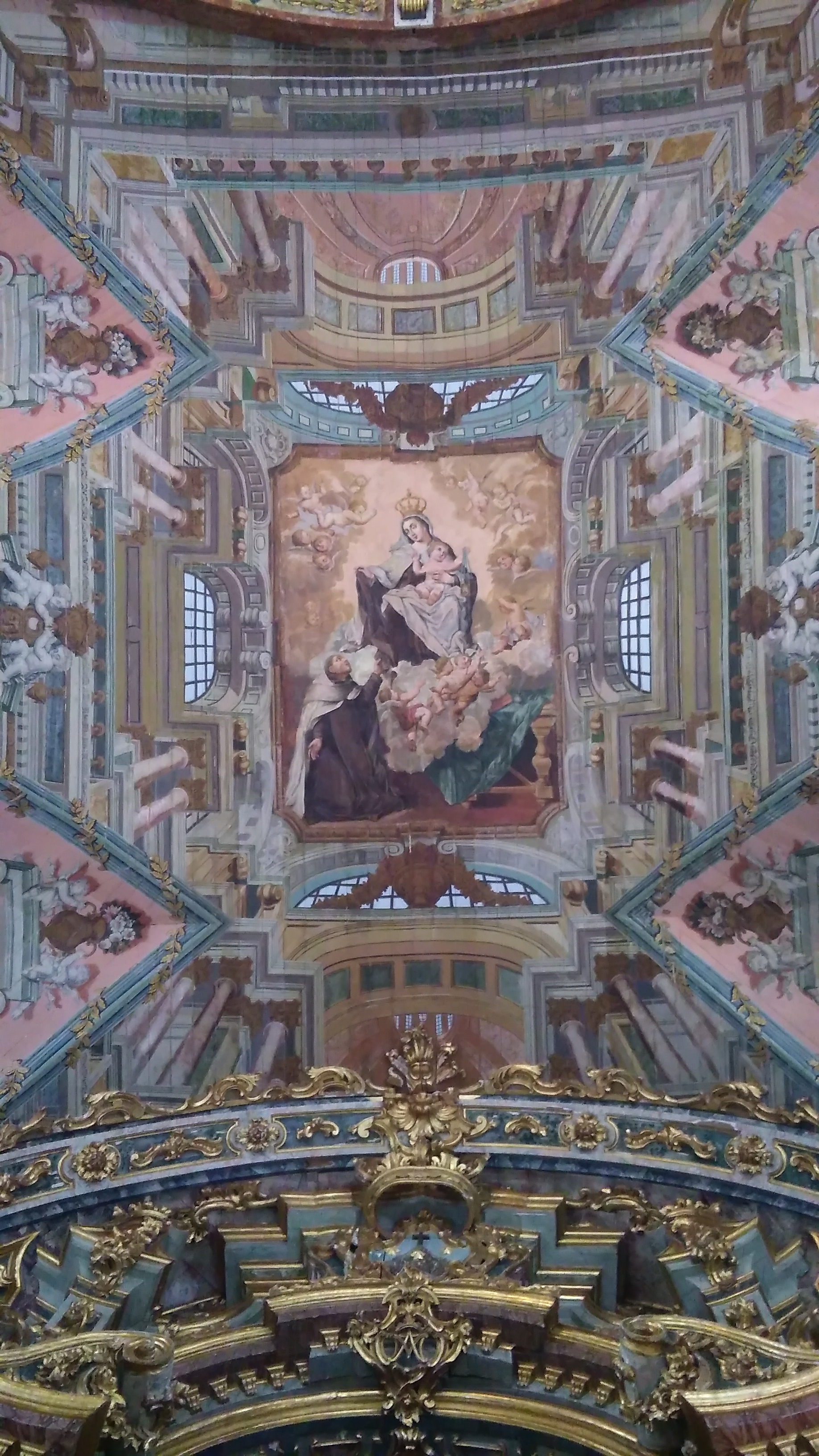
Teto da capela-mor
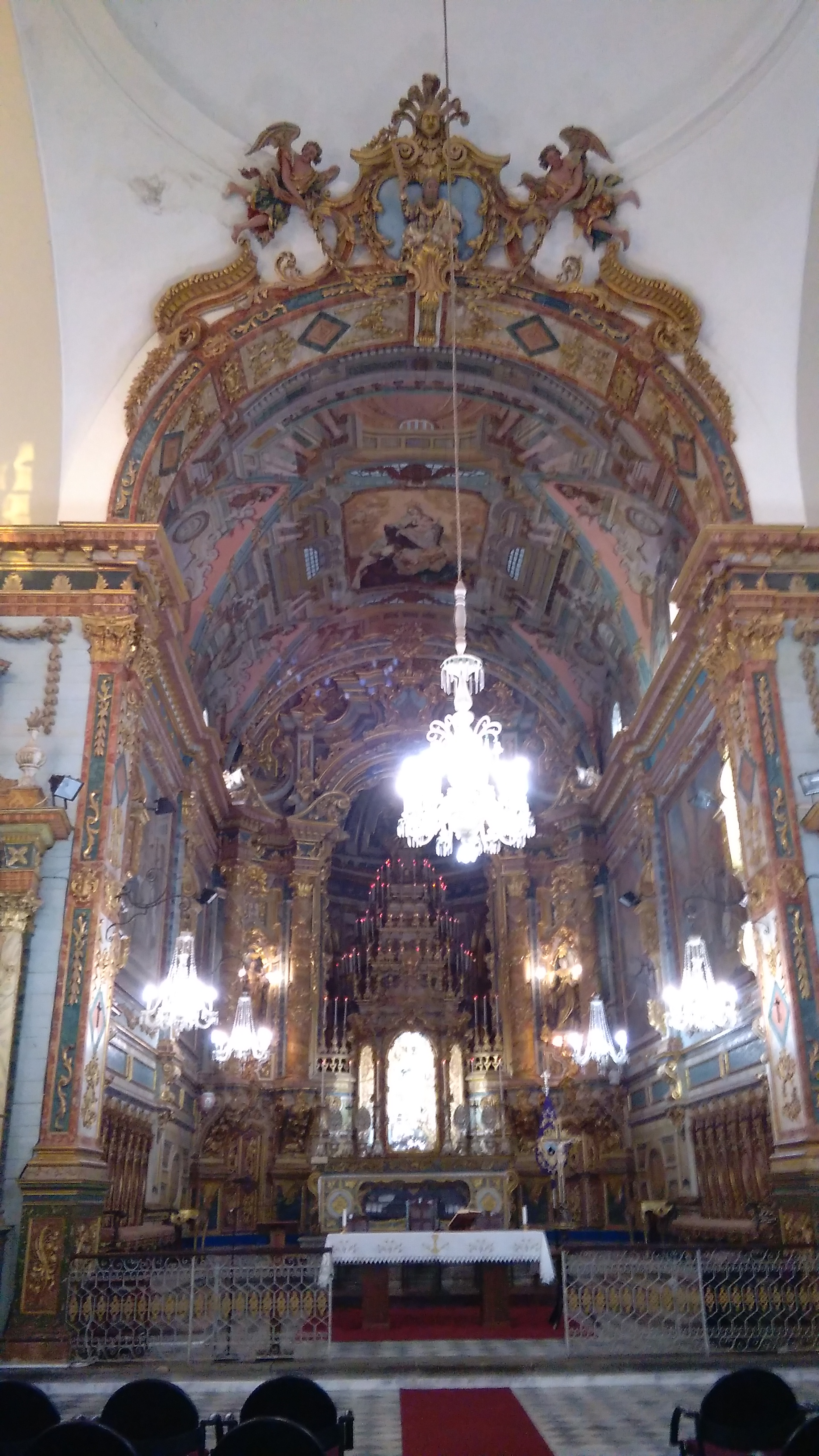
Capela-mor
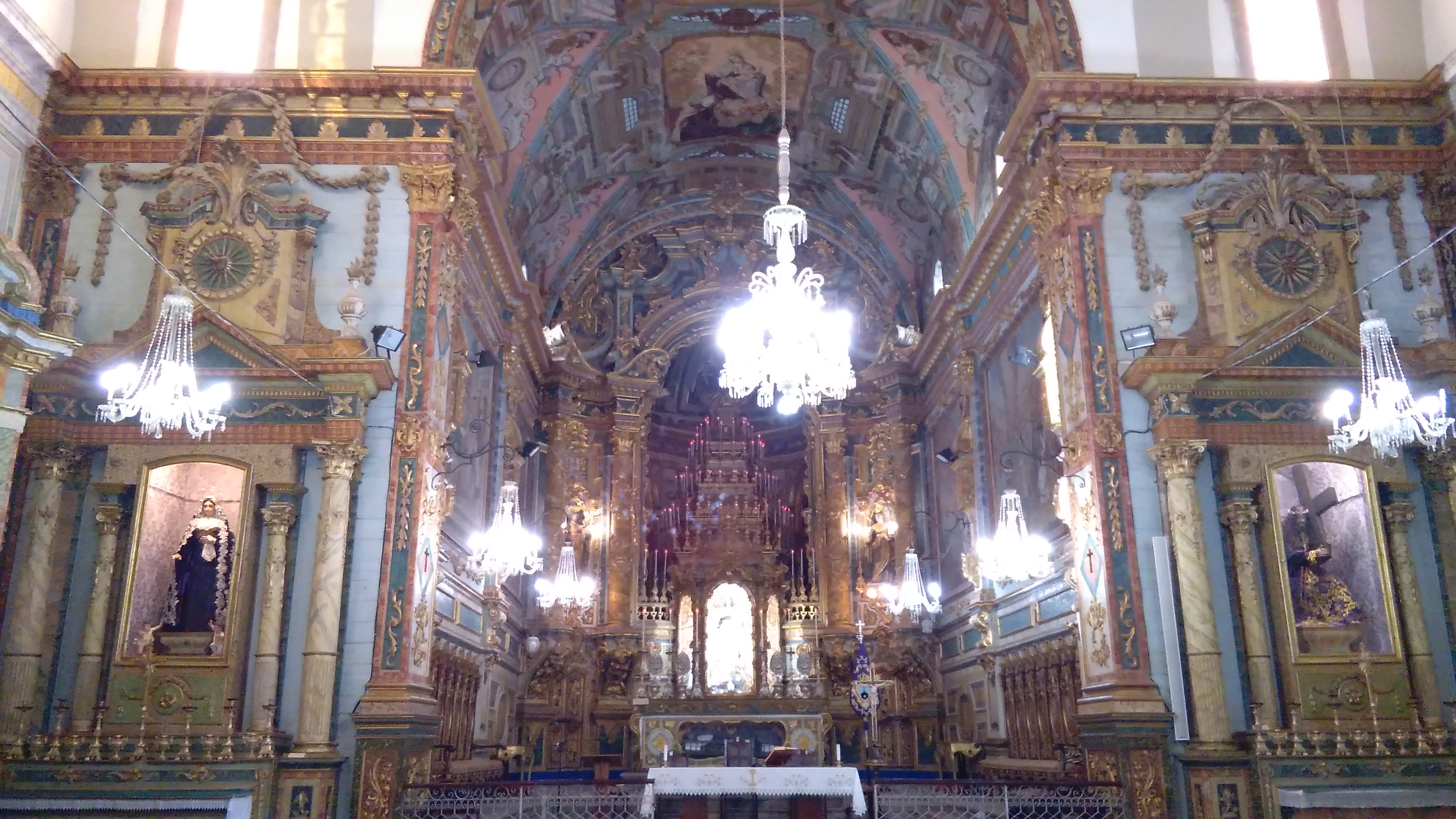
Capela-mor